# Giovanni Giacomo del Balzo
Giovanni Giacomo del Balzo (falecido em 1512) foi um prelado católico romano que serviu como bispo de Alessano (1488–1512).

## Biografia
Em 1488, Giovanni Giacomo del Balzo foi nomeado Bispo de Alessano durante o papado de Inocêncio VIII. Serviu como Bispo de Alessano até à sua morte em 1512.